# 尖子山水库
尖子山水库是中国辽省省沈阳市法库县境内的一座水库，位于秀水河支流尖子山河上，建于1966年。水库正常库容为970万立方米，集雨面积为84平方千米，海拔为75.5米。